# Psychotherapie (Heilpraktikergesetz)
Heilpraktiker mit einer auf das Gebiet der Psychotherapie beschränkten Erlaubnis sind seit 1993 in Deutschland neben psychologischen und ärztlichen Psychotherapeuten sowie Kinder- und Jugendlichenpsychotherapeuten befugt, Heilkunde im Bereich der Psychotherapie auszuüben, allerdings – anders als diese – ohne Eintrag ins Arztregister und ohne Teilnahme an der vertragsärztlichen Versorgung. Sie dürfen nicht die geschützte Berufsbezeichnung Psychotherapeut führen.

## Abgrenzung
Ausübung der Heilkunde ist im Sinne des Heilpraktikergesetzes jede berufs- oder gewerbsmäßig vorgenommene Tätigkeit zur Feststellung, Heilung oder Linderung von Krankheiten, Leiden oder Körperschäden bei Menschen, auch wenn sie im Dienste von anderen ausgeübt wird (§ 1 Abs. 2 HeilprG).
Nicht darunter fallen sowohl die Beratende Psychologie als auch die durch Psychologische Psychotherapeuten und Kinder- und Jugendlichenpsychotherapeuten nach dem Psychotherapeutengesetz ausgeübte Tätigkeit, wenngleich auch diese „heilkundliche Psychotherapie“ praktizieren (§ 1 PsychThG).

## Voraussetzungen und Erlaubnis

### Allgemeine Bewerber
Wer die Heilkunde berufsmäßig ausübt, ohne als Arzt oder Psychotherapeut approbiert zu sein, bedarf dazu der Erlaubnis als Heilpraktiker durch die zuständige Landesbehörde. Eine erteilte Erlaubnis hat bundesweite Gültigkeit. Voraussetzungen für die Erlaubnis sind ein Mindestalter von 25 Jahren, der erfolgreiche Abschluss mindestens der Hauptschule oder ein gleichwertiger Abschluss sowie die körperliche und geistige Eignung für den Beruf, die durch ärztliches Attest und polizeiliches Führungszeugnis nachzuweisen ist. Zur Erlangung der Erlaubnis muss sich der Antragsteller nach § 2 Abs. 1 Buchstabe i) HeilprGDV einer Überprüfung seiner Kenntnisse und Fertigkeiten unterziehen, um festzustellen, ob die Ausübung der Heilkunde durch den Betreffenden eine Gefahr für die Volksgesundheit bedeuten würde.
Für die Erteilung einer auf das Gebiet der Psychotherapie beschränkten Heilpraktikererlaubnis sind zudem entsprechende Kenntnisse in einem Psychotherapieverfahren nachzuweisen, das allgemein gültigen Kriterien für Psychotherapieverfahren genügt und dazu befähigt, Patienten entsprechend der Diagnose psychotherapeutisch zu behandeln. Diese Befähigung setzt auch Grundkenntnisse in allen wissenschaftlich anerkannten Psychotherapieverfahren voraus. Nachweise zu solchen Aus- und Fortbildungen werden von einigen überprüfenden Gesundheitsämtern für das Bestehen der Überprüfung vorausgesetzt.
Die Gestaltung und die Ausführungen der Prüfungen fallen unter das Landesrecht. Die Überprüfung enthält Fragen zum Basiswissen hinsichtlich psychischer Krankheiten und zu Persönlichkeitsstörungen, zur Diagnostik, zur Rechts- und Berufskunde und zu den Therapieformen. Die Prüfung besteht aus einem schriftlichen und einem mündlichen Teil. Eine Zulassung zur mündlichen Überprüfung erfolgt nur, wenn die schriftliche Überprüfung bestanden wurde. Ausbildungsnachweise sind grundsätzlich keine Voraussetzung für die Zulassung zur Kenntnisüberprüfung, es gibt keine vorgeschriebene Regelausbildung.
Während in der Überprüfung für Heilpraktiker ohne Beschränkung auf Psychotherapie Kenntnisse in Psychiatrie, Psychologie, Psychopathologie und Psychotherapie nur eine untergeordnete Rolle spielen, erfolgt die Überprüfung für Heilpraktiker (Psychotherapie) ausschließlich in diesem Fachgebiet.

### Psychologen
Studierte Psychologen (Universitätsabschluss mit Diplom oder Master) können die Heilpraktikererlaubnis begrenzt auf das Gebiet der Psychotherapie durch ein spezielles, vereinfachtes Erlaubnisverfahren erwerben. Sie müssen keine gesonderte Prüfung ablegen, wenn sie bestimmte Voraussetzungen erfüllen. Es wird nach Aktenlage entschieden. Je nach Bundesland sind unterschiedliche Behörden dafür zuständig. Rechtsgrundlagen dieses speziellen Zulassungsverfahrens sind das Heilpraktikergesetz und die Durchführungsverordnung.

## Berufsbezeichnung
Oft gebrauchte Berufsbezeichnungen für Personen, die Psychotherapie mit Erlaubnis nach dem Heilpraktikergesetz ausüben, lauten:
- Heilpraktiker beschränkt auf das Gebiet der Psychotherapie
- Heilpraktiker eingeschränkt auf das Gebiet der Psychotherapie
- Heilpraktiker für Psychotherapie[10]
- Heilpraktiker (Psychotherapie)[10]

Wer Psychotherapie mit einer Erlaubnis nach dem Heilpraktikergesetz ausübt, darf nicht die Berufsbezeichnung Psychotherapeut führen. Diese Berufsbezeichnung ist gemäß § 1 Abs. 1 Satz 4 Psychotherapeutengesetz geschützt. Diese Berufsbezeichnung dürfen nur Psychologische Psychotherapeuten, Kinder- und Jugendlichenpsychotherapeuten sowie Ärztliche Psychotherapeuten führen.

## Geschichte
Neben dem Arztberuf mit Approbation ist die Ausübung der Heilkunde in Deutschland seit 1939 nur mit einer Erlaubnis nach dem Heilpraktikergesetz legal möglich. Eine Erlaubnis, in einem begrenzten Gebiet bzw. Teilbereich der Heilkunde tätig zu sein, ist dem Wortlaut des Heilpraktikergesetzes nicht zu entnehmen. Der Anspruch auf eine begrenzte Erlaubniserteilung ergab sich aus der verfassungsgemäßen Auslegung des Heilpraktikergesetzes durch die Rechtsprechung des Bundesverfassungsgerichts und des Bundesverwaltungsgerichts.
Das Ansinnen der auf das Gebiet der Psychotherapie begrenzten Heilpraktikererlaubnis war es ursprünglich, dass auch Diplom-Psychologen Zugang zur heilkundlichen Versorgung erhalten konnten. Denn bis zur Psychotherapiereform und dem Inkrafttreten des Psychotherapeutengesetzes am 1. Januar 1999 war es einzig Ärzten vorbehalten, Psychotherapie vollumfänglich auszuüben.
In einem Urteil bestätigte das Bundesverwaltungsgericht bereits 1983, dass das Heilpraktikergesetz auch auf Diplom-Psychologen mit psychotherapeutischer Weiterbildung eingeschränkt auf das Gebiet der Psychotherapie anzuwenden ist, und dass aufgrund der „staatlich anerkannten und überprüften akademischen Ausbildung“ in diesem Falle keine Kenntnisprüfung abzuverlangen sei. Da das Heilpraktikergesetz jedoch keine Ausbildung für die Erlaubniserteilung vorsieht, hat seither grundsätzlich jedermann die Möglichkeit, die Tätigkeitserlaubnis für die psychotherapeutische Heilkunde ohne Bestallung zu erhalten, der die im Gesetz genannten Anforderungen nachweisen kann – demnach u. a. ein Hauptschulabschluss, die Vollendung des 25. Lebensjahres sowie ein durch Überprüfung der Gesundheitsämter durchgeführter Unbedenklichkeitsnachweis.
Seit der Reform 1999 müssen approbierte Ärzte im Rahmen einer fachärztlichen Weiterbildung die psychotherapeutische Fachkunde nachweisen, um psychotherapeutisch tätig werden zu können. Außerdem können Psychologen und Pädagogen, aufbauend auf einem 5-jährigen Studium, die Fachkunde im Rahmen einer mehrjährigen Ausbildung erwerben und mit bestandenem Staatsexamen die Approbation erhalten. Mit dem dadurch ermöglichten Eintrag ins Arztregister der Kassenärztlichen Vereinigungen können sie gemeinsam mit den Vertragsärzten am Versorgungssystem der gesetzlichen Krankenversicherung teilnehmen. Das ursprüngliche Ansinnen seitens des Gesetzgebers, Psychologen in die heilkundliche Versorgung einzubinden, wurde damit obsolet. Kritiker sprechen sich seither für die Abschaffung der auf das Gebiet der Psychotherapie beschränkten Heilpraktikererlaubnis aus. So plädieren u. a. Vertreter der Ärzte- und Psychotherapeutenkammern für die Abschaffung der eigentlich als "Hilfskonstruktion" konzipierten Übergangslösung in Zusammenhang mit einer grundlegenden Reform des Heilpraktikergesetzes. Auch Teile der ohne Begrenzung behandelnden Heilpraktiker kritisieren den so genannten „kleinen Heilpraktikerschein“ und sprechen sich für eine Aufwertung des Heilpraktikerberufes durch eine einheitliche und gesetzlich geregelte Ausbildung aus. Im Rahmen der anstehenden Reform der Psychotherapeutenausbildung steht die Abschaffung dieser Regelung derzeit ebenfalls zur Diskussion (Stand 2018).

## Tätigkeit

### Methoden
Heilpraktiker sind in der Wahl der Therapiemethoden frei. Eine von Heilpraktikern angewandte Therapiemethode muss nicht wissenschaftlich anerkannt sein. Die Therapiefreiheit beinhaltet die Sorgfaltspflicht, die Grenzen der angewandten Methoden zu kennen.

### Verschwiegenheitspflicht
Heilpraktiker unterliegen der Verschwiegenheitspflicht, die sich seit Inkrafttreten des Patientenrechtegesetzes 2013 als Nebenpflicht aus dem geschlossenen Behandlungsvertrag ergibt. Die Pflicht zum Abschluss eines Behandlungsvertrages ergibt sich ebenfalls aus dem Patientenrechtegesetz. Aus der Verschwiegenheitspflicht folgt ein Zeugnisverweigerungsrecht im Zivilprozess nach § 383 Abs. 1 Nr. 6 ZPO.
Heilpraktiker unterliegen hingegen nicht der strafrechtlichen Verschwiegenheitspflicht nach § 203 Abs. 1 Nr. 1 StGB, weil sie zwar einen nichtakademischen Heilberuf ausüben, aber ihre Berufsausübung oder die Führung der Berufsbezeichnung keine staatlich geregelte Ausbildung erfordert. Sie haben auch in Strafverfahren kein Zeugnisverweigerungsrecht nach § 53 StPO, wie es u. a. für Ärzte, psychologische Psychotherapeuten und geistliche Seelsorger gilt.

### Abrechnung
Psychotherapie auf rechtlicher Grundlage des Heilpraktikergesetzes ist gemäß § 15 und § 28 Abs. 1 SGB V keine Leistung der gesetzlichen Krankenkassen.
Heilpraktikerhonorare sind gemäß § 630a BGB frei vereinbar. Für die Vergütung der Heilpraktikerleistungen bietet das GebüH (Gebührenverzeichnis für Heilpraktiker) eine Berechnungshilfe. Allerdings sind die dort genannten Honorare auf dem Stand von 1985, da das Verzeichnis seit seiner Aufstellung nicht aktualisiert wurde. Kritisiert wird zudem, dass die Anwendung dieses Gebührenverzeichnisses eine kartellrechtlich verbotene Preisabsprache darstelle, da ihm die Rechtskraft einer gesetzlichen Gebührenordnung fehle.
Die Kostenübernahme durch private Krankenversicherungen ist von den im jeweiligen Tarif versicherten Leistungen abhängig. Beihilfestellen des öffentlichen Dienstes übernehmen psychotherapeutische Heilpraktikerkosten nicht regelhaft.
Gemäß § 4 Nr. 14 Buchst. a UStG sind Heilbehandlungen im Bereich der Humanmedizin, die im Rahmen der Ausübung der Tätigkeit u. a. als Heilpraktiker durchgeführt werden, umsatzsteuerfrei.

## Berufsverbände
Seit 1990 existiert der Verband Freier Psychotherapeuten, Heilpraktiker für Psychotherapie und Psychologischer Berater e. V. (VFP). Dessen Ziel ist die Interessensvertretung für Anbieter psychologischer Dienstleistungen, insbesondere für Heilpraktiker (Psychotherapie) und Psychologische Berater.

## Kritik

### Alternative Behandlungsmethoden
Heilpraktikerbehandlungen werden insbesondere wegen angewandter Behandlungsmethoden, die wissenschaftlich nicht anerkannt sind, kontrovers diskutiert. Wie klassische Heilpraktiker sind auch Heilpraktiker beschränkt auf das Gebiet der Psychotherapie in der Wahl ihrer Behandlungsmethoden frei. Während die Wirksamkeit der von approbierten Ärzten und Psychotherapeuten angewandten Methoden durch evidenzbasierte Forschung bewiesen werden müsste, so Kritiker, seien Heilpraktiker in ihrer „überwiegend unwissenschaftlichen Gedankenwelt der komplementären und alternativen Medizin verankert“, für die es keine wissenschaftlichen Nachweise gebe.
In Deutschland gibt es derzeit vier wissenschaftlich anerkannte und für approbierte Psychotherapeuten abrechenbare Verfahren:
- Psychoanalyse / Analytische Psychotherapie
- tiefenpsychologisch fundierte Psychotherapie
- Verhaltenstherapie
- Systemische Therapie

In Deutschland nicht abrechenbare aber wissenschaftlich erforschte Verfahren sind u. a. die humanistische Psychotherapie oder die Hypnotherapie (siehe auch die Liste von Psychotherapie- und Selbsterfahrungsmethoden).
Nicht selten von Heilpraktikern angebotene Verfahren wie Geistheilung, Therapeutic Touch, Reinkarnations- oder Rückführungstherapie stehen im Widerspruch zu evidenzbasierten Erkenntnissen und gelten deshalb als pseudowissenschaftlich und werden der Esoterik zugerechnet. Während das Standesrecht den Angehörigen der Approbationsberufe das Angebot dieser und ähnlicher Verfahren verbietet, gibt es für Heilpraktiker aufgrund der fehlenden Berufsordnung diesbezüglich keine Einschränkungen.

### Fehlende Ausbildungsstandards
Auch die Tatsache, dass es weder eine einheitliche und staatlich regulierte Ausbildung für Heilpraktiker gibt noch überhaupt eine Ausbildung vorausgesetzt wird, wird durch Vertreter der Ärzte- und Psychotherapeutenschaft, aber auch von einigen Heilpraktikerverbänden in Frage gestellt. Der nicht abverlangten Ausbildung für Heilpraktiker steht eine durchschnittlich 12-jährige Studien- und Ausbildungszeit von Seiten sowohl ärztlicher als auch nichtärztlicher approbierter Psychotherapeuten gegenüber. Während sich einige Verbände positiv gegenüber einer Berufsreform aussprechen, plädieren Vertreter unterschiedlicher wissenschaftlicher Fachrichtungen deshalb für eine Abschaffung des Berufsstandes an sich. Im 2017 erschienenen und öffentlich breit diskutierten "Münsteraner Memorandum" äußerten Experten des Münsteraner Kreises, darunter Ärzte, Medizinethiker, Juristen, Historiker und Pflegeexperten, vor allem qualitative Bedenken und bemängelten, dass Patienten aktuell kaum zwischen "seriösen Anbietern und Scharlatanen" unterscheiden könnten:
"Gerade wegen der in Deutschland in nahezu allen Bereichen üblichen und erwartbar hohen Qualitätsstandards gehen Menschen hierzulande davon aus, dass solche Standards alle wichtigen Lebensbereiche regulieren – also auch die Gesundheitsversorgung durch Heilpraktiker. [...] Es wäre undenkbar, jemandem die Steuerung eines Flugzeugs anzuvertrauen, dessen ganze Kompetenz in einem erfolgreich absolvierten Workshop über die Sage des Ikarus besteht."
Eine Reform, wonach so genannte „Fach-Heilpraktiker“ auf Grundlage eines staatlich geregelten Gesundheitsfachberufes (Ergotherapeut, Masseur, Logopäde etc.) eine auf bestimmte Bereiche beschränkte Heilkundeerlaubnis erhalten sollen (Ergotherapie, Physiotherapie, Logopädie etc.), ist ebenfalls im Gespräch. Eine Ausübung der heilpraktischen Tätigkeit beschränkt auf das Gebiet der Psychotherapie wäre demnach allerdings nicht mehr möglich, da für diese – ähnlich wie für das Gebiet der Zahnheilkunde – eine akademische Ausbildung Voraussetzung ist.

### Befugnisüberschreitungen und fehlende Abgrenzung
Gerade im Zusammenhang mit den fehlenden Ausbildungsstandards und dem Fehlen einer verbindlichen Berufsordnung haben Befugnisüberschreitungen (z. B. die Vergabe von Medikamenten oder die unrechtmäßige Abrechnung mit staatlichen Einrichtungen) in der Vergangenheit immer wieder für Schlagzeilen gesorgt – so zum Beispiel im Fall eines heilpraktischen Krebszentrums am Niederrhein, in dem es zu mehreren Todesfällen durch falsche Medikamentenvergabe gekommen war.
Auch der Fall des Ansbacher Attentäters Mohammad D. hatte 2016 für Aufsehen gesorgt, da sich dieser zuvor in Behandlung eines auf das Gebiet der Psychotherapie beschränkten Heilpraktikers befunden hatte, der sich fälschlicherweise als Psychotherapeut ausgegeben und mit staatlichen Stellen abgerechnet hatte. Bis zum Bekanntwerden dieses Irrtums hatten Medien ungeprüft darüber berichtet und den Heilpraktiker als psychologisch-medizinischen Experten zu Rate gezogen. Ebenfalls in diesem Kontext wurde das Verhalten des Heilpraktikers medial diskutiert, da dieser sich nach dem Suizid des Attentäters öffentlich zur Therapie geäußert und im Fernsehen detailliert über die Anamnese des Patienten Auskunft gegeben hatte.
Auch Fälle, wonach psychotherapeutisch tätige Heilpraktiker ohne einschlägige Ausbildung als Gutachter von Gerichten bestellt wurden, sind bereits mehrfach bekannt geworden. 2014 wurde etwa über einen Heilpraktiker berichtet, der im Rahmen eines Sorgerechtsverfahrens für das Gericht ein familienpsychologisches Gutachten erstellen sollte. Nachdem dem Vater aufgrund des Gutachtens die Erziehungsfähigkeit abgesprochen worden war und dieser in die nächste Instanz gegangen war, legte selbiger Heilpraktiker ein weiteres Gutachten vor, was zur Bestätigung des vorinstanzlichen Urteils führte. Der Heilpraktiker konnte weder eine psychologische oder familientherapeutische Ausbildung noch eine gutachterliche Fachkunde vorweisen. Die Entscheidung wurde letztlich durch das Bundesverfassungsgericht widerrufen, die Eignung von fachlich nicht hinreichend ausgebildeten Gutachtern grundsätzlich in Frage gestellt und fehlende Qualitätsstandards angemahnt.
Dieser sowie der Fall Mohammad D. zeigen beispielhaft, dass selbst staatliche Institutionen Schwierigkeiten haben, (psychotherapeutisch tätige) Heilpraktiker von Angehörigen staatlich geregelter Heilberufe abzugrenzen.

### Verharmlosung psychischer gegenüber körperlicher Krankheiten
Kritisch wird auch hinterfragt, dass die so genannte „kleine Heilpraktikererlaubnis“ suggeriert, dass die erforderlichen Kenntnisse und Fähigkeiten zur Behandlung psychischer Erkrankungen gegenüber derer körperlicher Leiden als minderwertig betrachtet werden und dass angesichts der zwar eingeschränkten aber dennoch weitreichenden Befugnisse eines Heilpraktikers die Prüfungen beim Gesundheitsamt unzureichend seien. So stellt die Heilpraktikerüberprüfung lediglich eine Unbedenklichkeitsprüfung ohne Notenskala dar und ist nicht mit einer Fachprüfung – wie beispielsweise einem staatlichen Examen – zu verwechseln.